# Antonella Del Core
Antonella Del Core (ur. 5 listopada 1980 roku w Neapolu) – włoska siatkarka występująca na pozycji przyjmującej. W kadrze narodowej zadebiutowała w 2004 roku. Wraz z reprezentacją w 2005 roku zdobyła srebrny medal na Mistrzostwach Europy w Chorwacji, a także 2 złote medale: w 2007 roku na Mistrzostwach Europy rozgrywanych w Belgii i Luksemburgu i w 2009 roku na Mistrzostwach Europy w Polsce.

## Sukcesy klubowe
| Osiągnięcie                | Trofeum        | Sezon/Rok                                  |
| Puchar CEV                 | złoto          | 2005/2006, 2006/2007                       |
| Puchar Włoch               | złoto          | 2006/2007                                  |
| Mistrzostwo Włoch          | złoto · srebro | 2006/2007 2007/2008                        |
| Superpuchar Włoch          | złoto          | 2007                                       |
| Liga Mistrzyń              | złoto          | 2007/2008, 2008/2009, 2009/2010, 2013/2014 |
| Superpuchar Turcji         | złoto          | 2010                                       |
| Puchar Turcji              | złoto          | 2010/2011                                  |
| Mistrzostwo Turcji         | brąz           | 2010/2011                                  |
| Mistrzostwo Rosji          | złoto          | 2013/2014, 2014/2015                       |
| Klubowe Mistrzostwa Świata | złoto          | 2014                                       |

## Sukcesy reprezentacyjne
| Osiągnięcie                 | Trofeum        | Rok                   |
| Mistrzostwa Europy Juniorek | złoto          | 1998                  |
| Grand Prix                  | srebro · brąz  | 2004, 2005 2006, 2010 |
| Mistrzostwa Europy          | złoto · srebro | 2007, 2009 2005       |
| Puchar Świata               | złoto          | 2007, 2011            |
| Igrzyska Śródziemnomorskie  | złoto          | 2009                  |

## Nagrody indywidualne
- 2010 - Najlepsza przyjmująca turnieju finałowego Ligi Mistrzyń[2]
- 2014 - Najlepsza zagrywająca turnieju finałowego Ligi Mistrzyń
- 2016 - Najlepsza przyjmująca Światowego Turnieju Kwalifikacyjnego Igrzysk Olimpijskich 2016